# Västafrika
| Västafrika |
| --- |
| Västafrika omfattar minst 15 afrikanska länder. Ovan visas FN:s regiondefinition, som även inkluderar Kap Verde. - Betydelse – västra delen av Afrika - Omfattning – söder om Nordafrika, väster om Centralafrika - Antal länder – 15–18 länder / besittningar, ibland ytterligare några |

Västafrika är en del av Afrika. Den utgör de länder som huvudsakligen ligger söder om Sahara och väster om de centralafrikanska skogarna. Regionen ligger söder om Nordafrika och väster om Centralafrika och kantas i söder och väster av kuster mot Atlanten.
Antalet länder (och utländska besittningar) som räknas till Västafrika är minst 15. Förenta nationerna inkluderar dess 15 samt den atlantiska ögruppen Kap Verde. Ibland inkluderas även vissa andra länder och besittningar i området, inklusive länder i eller vid Guineabukten samt den sydatlantiska besittningen Sankta Helena, Ascension och Tristan da Cunha. 2015 levde cirka 349 miljoner människor i de 15 staterna (exkluderat Mauretanien) som var medlemmar i den västafrikanska samarbetsorganisationen ECOWAS; detta motsvarade en landyta av 5, 114 162 kvadratkilometer. Nationalencyklopedin noterar ytan som 4,9 miljoner km² och invånarantalet som 359 miljoner (år 2016).

## Geografi

### Omfattning
Regionen omfattar minst följande 15 länder: Benin, Burkina Faso, Elfenbenskusten, Gambia, Ghana, Guinea, Guinea-Bissau, Liberia, Mali, Mauretanien, Niger, Nigeria, Senegal, Sierra Leone och Togo. I vissa sammanhang räknas även Kap Verde, São Tomé och Príncipe, och Ekvatorialguinea som delar av Västafrika. I vissa sammanhang räknas endast delarna av Mali och Niger som ligger söder om Sahara till regionen.
Kamerun och Tchad, liksom de brittiska besittningarna Sankta Helena, Ascension och Tristan da Cunha, räknas också ibland som del av regionen. Även Västsahara ses någon gång som del av Västafrika; vanligen betraktas den dock som del av Nordafrika.
Enligt en definition med 17 länder omfattar regionen 30 miljoner km,2 vilken år 2013 hade 331 miljoner invånare.
Den västafrikanska kusten sträcker sig från och med Mauretanien via Guineabukten fram till Kamerun eller Ekvatorialguinea.

### Geologi och natur
När Gondwanakontinenten splittrades och Afrika och Sydamerika gled isär bildades Västafrikas smala kontinentalsockel och ibland höga kustlinje.  Utmed västkusten är sand- och lagunkuster är vanliga.
Norra delen av Västafrika som ligger till stora delar i Sahel (övergångszonen mellan Sahara i norr och stäpp- och savannområden i söder) med buskvegetation. Längre söderut breder savannen ut sig och än längre söderut finns regnskogen som växer längs kusten i ett 160 till 240 km brett område.

### Klimat
Utmed ekvatorn och längs i stort sett hela norra kustremsan längst Guineabukten råder tropiskt regnskogsklimat där sydvästmonsunen ger riklig nederbörd (1 500–2 500 mm per år) med två regnperioder under året. Temperaturen är hög (årsmedeltemperatur 25–27 °C).  Längre norrut i regionen övergår klimattypen i tropiskt savannklimat avtar nederbörden och den faller i huvudsak under en regnperiod. Ännu längre norrut övergår savannklimatet först i stäppklimat och sedan i det extremt torra tropiska ökenklimatet. I norra delen av Västafrika faller mellan 250 och 1 250 mm per år.

## Historia

### Förhistoria
I Västafrikas skogsområden blev nya grödor domesticerade, såsom jams, och grunden lades för en senare utveckling. På boplatser som Iwo Eleru i södra Nigeria och Gombe i Kongo (Kinshasa) finns keramik och slipade stenyxor från ca 3500 f.Kr. respektive 1500 f.Kr.
Jordbruksmetoden hackbruk vecklades då de tropiska regnskogarnas samlare började plantera jams. Efter 1000 år av stenåldersjordbruk gick bönderna in i järnåldern i det nigerianska savannområdet söder om Sahara  i trakten mellan Niger och Benuefloden. Från 400-talet  f.Kr. framställdes järnföremål om man även funnit terrakottaskulpturer av hög konstnärlig kvalitet från samma tid. Fyndbyn Nok har fått ge namn åt denna afrikanska kultur.

### Förkoloniala riken
- Ghanariket, beläget nuvarande Mali, Mauretanien och Senegal var en statsbildning grundad på handel som hade sin blomstingsperiog 700-1000 e.Kr. och kan ha bildats så tidigt som 300 f.Kr.. Mot slutet av 1000-talet invaderade muslimska almoravider Ghanariket. Huvudstaden Kumbi Saleh erövrades 1076, och ca 1090 var Ghanariket upplöst.[8]
- Kungariket Songhai hade sitt centrum i nuvarande Mali och västra Niger. Riket uppstod under 600-talet runt staden Gao som låg mot slutet av en karavanväg genom Sahara. Runt år 1000 konverterade rikets härskare till islam. Under 1300-talet var Songhai ett vasallrike till det mäktigare Maliriket som det frigjorde sig från 1375. Därefter inföll riket stormaktstid med erövringståg  och kontroll över Timbuktu. 1591 kollapsade Songhai efter det att den gevärsförsedda marockanska armen besegrat Songhai.[9]
- Det historiska Beninriket bildades före år 1000 och var edofolkets kungarike i nuvarande Nigeria. Till en början omfattade riket stadsstaten Benin for att expander a och under 1400 vara ett betydande kungagrike. Riket försörjde sig med handel med elfenben, tyger och smycken. Portugisiska handelsmän anlände 1474 och sendan fick riket också kontakt med handelsmän från England, Nederländerna  och Frankrike. Med hjälp  skjutvapen kom Beninriket att dominera området mellan Lagos och floden Nigers nedre lopp. 1897 erävrade britterna området.[10]
- Maliriket uppstod omkring 1200 i området mellan Senegalfloden och Nigerflodens övre lopp. Riket nådde sin höjdpunkt under 1300-talet då det nådde Atlanten i väster och Timbuktu i öster. Rikets byggde på karavanhandeln med islamiska riken vid Medelhavet. Guld och slavar fördes från Mali som fick salt i utbyte. Maliriket erövrades på 1500-talet av Marocko.[11]

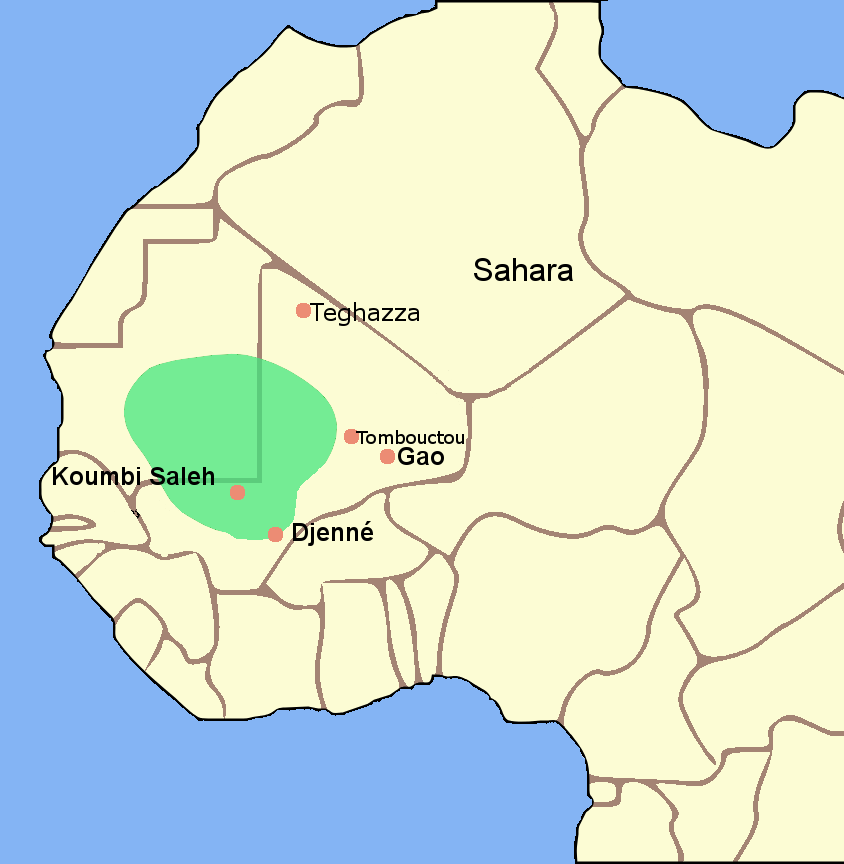
Ghanariket
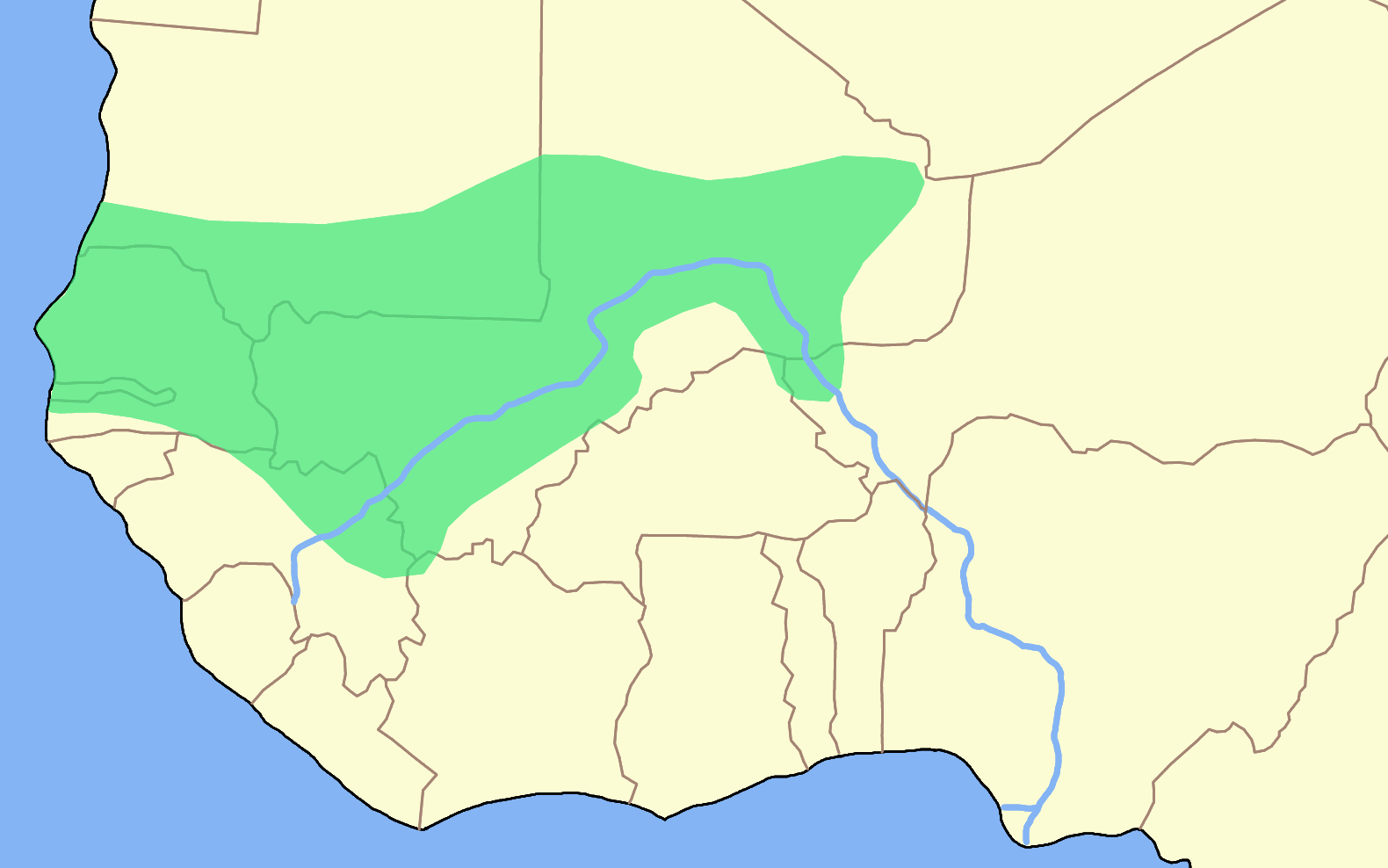
Maliriket
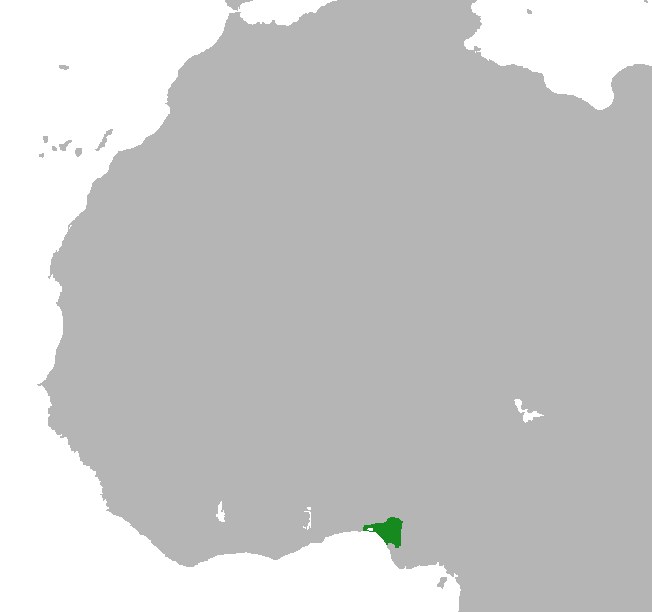
Beninriket
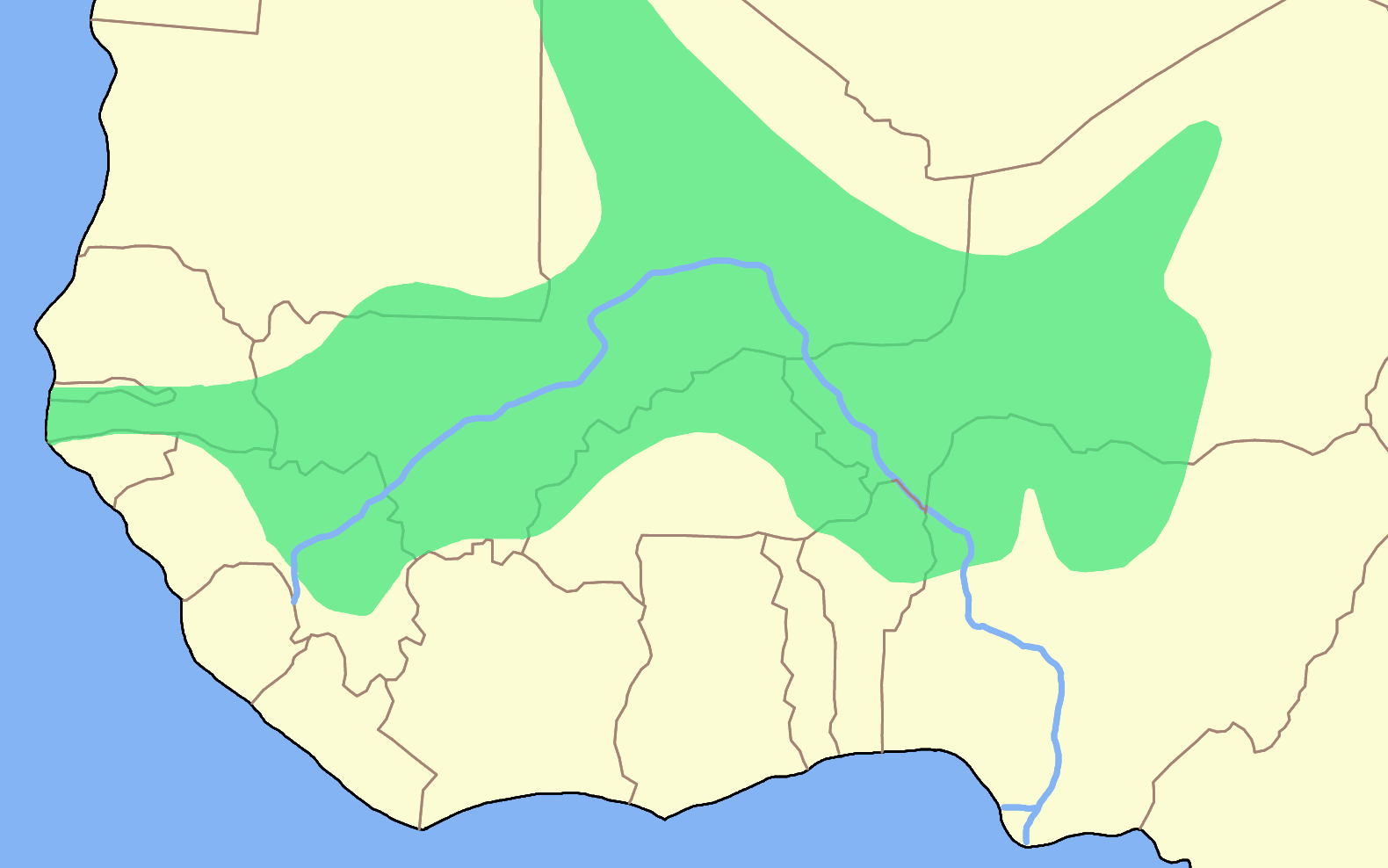
Songhai

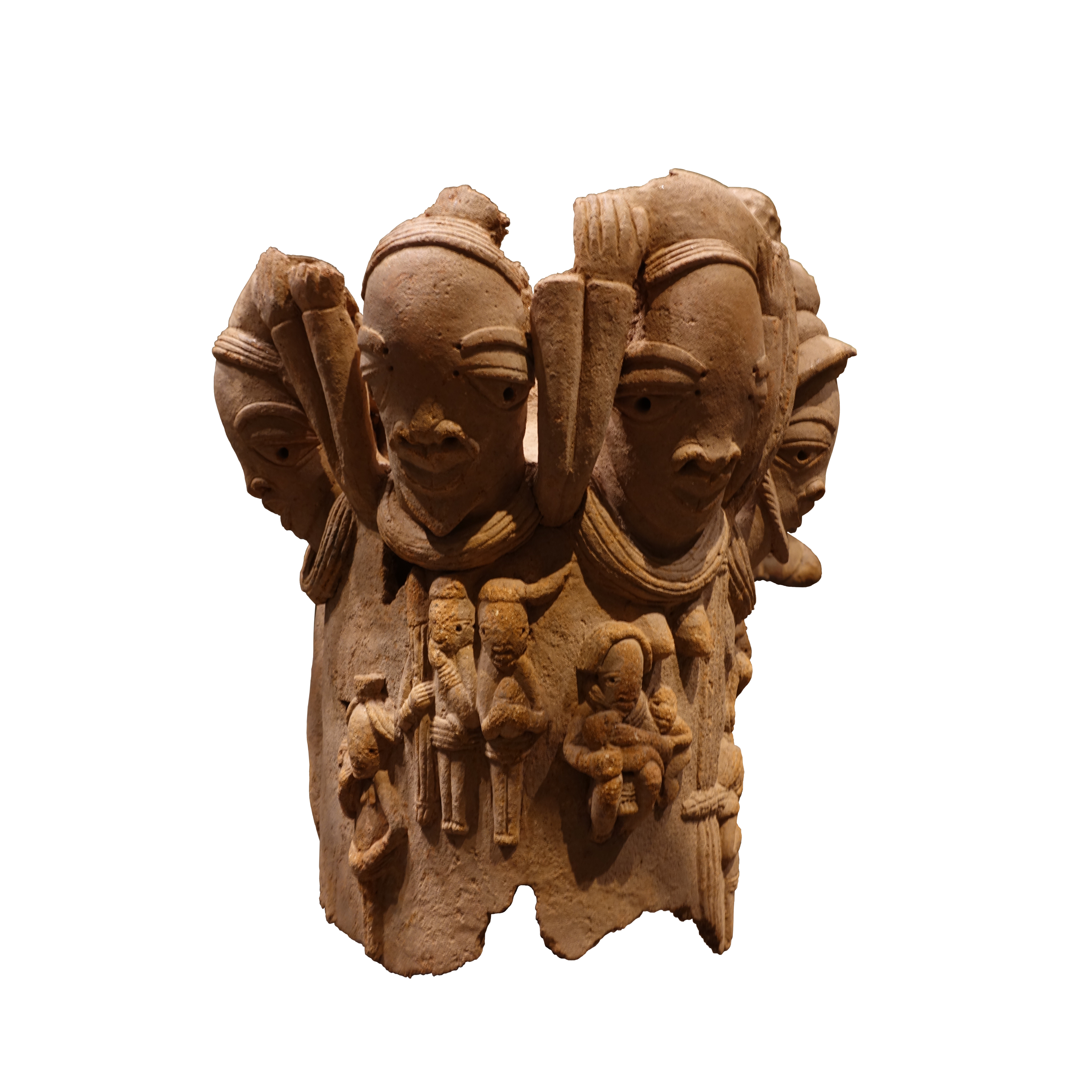
Nok-skulptur 500 f.Kr. - 500 e.Kr.
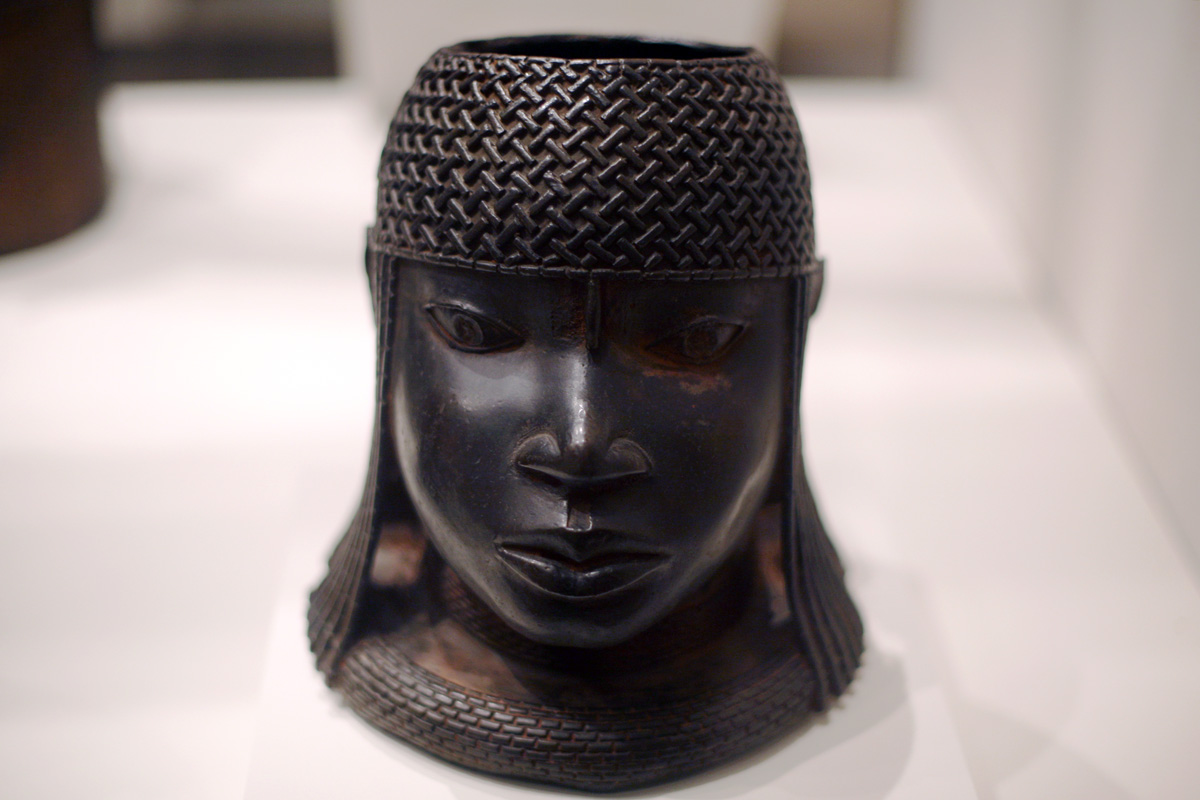
Bronshuvud från Beninriket, 1500-tal

### Kolonisation och slavhandel
I Västafrika fick européernas framfart ödesdigra effekter,  särskilt vid Guineabukten. I samband med deras ankomst började trafik och handel koncentreras till kusten snarare än mot öknen och Medelhavet som tidigare varit fallet. Portugisernas hade ett centrum för guldhandel i Elmina längst Guldkusten (i nutidens Ghana). Handeln som med tiden allt mer baserades på slavar medförde politiska förändringar. Gamla riken försvann och nya växte sig starka i det nya ekonomiska klimatet med slavhandel som byggde på afrikanska medhjälpare. Benin, som inte engagerade sig i slavhandeln förlorade sin ställning till yorobariket Oyo. Även Dahomey (nuvarande Benin) blev en ny slavhandelsfinansierad militärstat och Ashanti vid Guldkusten blev allra mäktigast. Portugiserna förlorade under 1500- och 1600-talen sitt monopol till nederländare, fransmän och engelsmän etablerade sig längs kusten och slavhandeln nådde sin kulmen på 1700-talet och under 1800-talets första hälft.

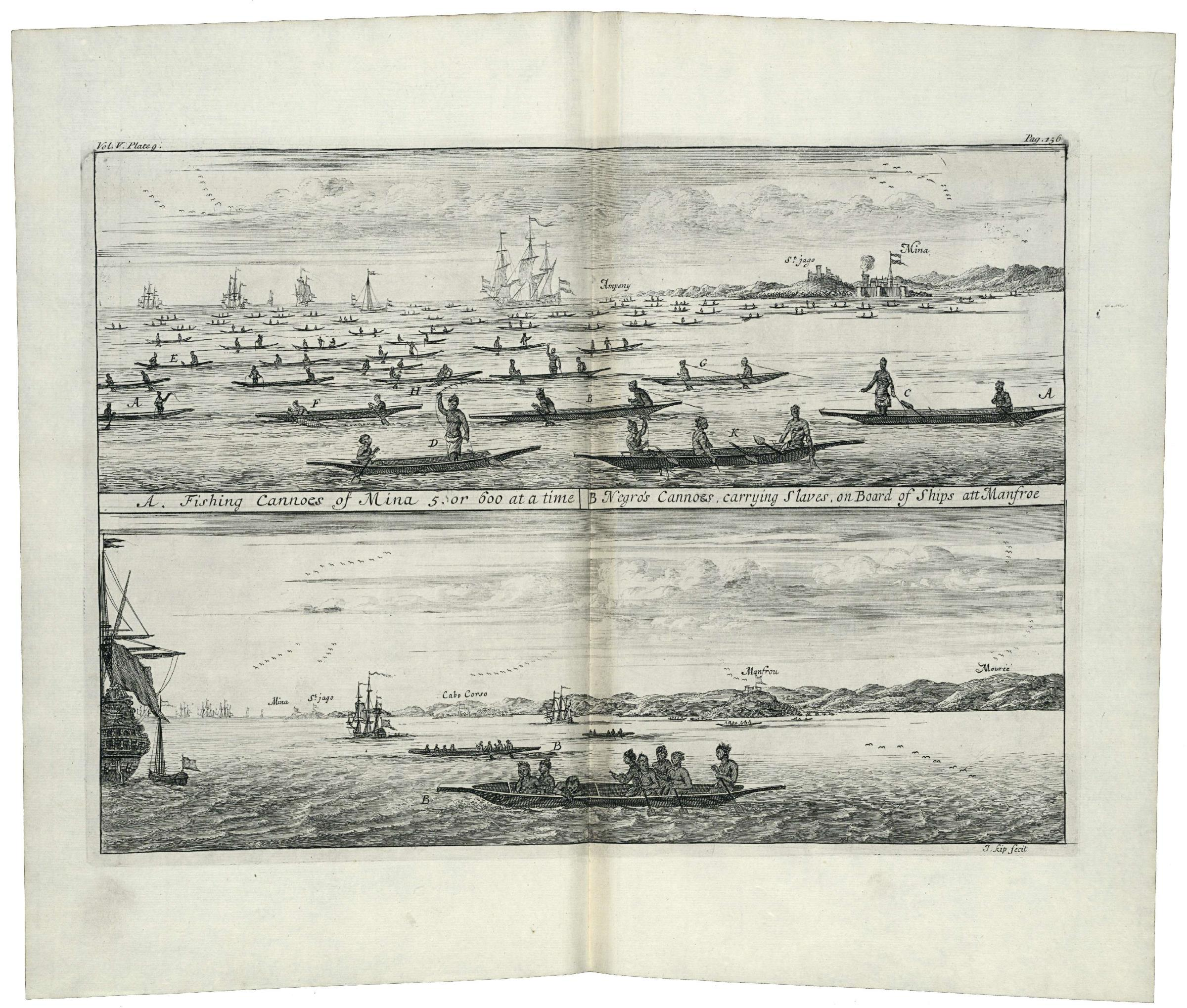
Fiske vid Elmina och slavskepp vid Manfroe
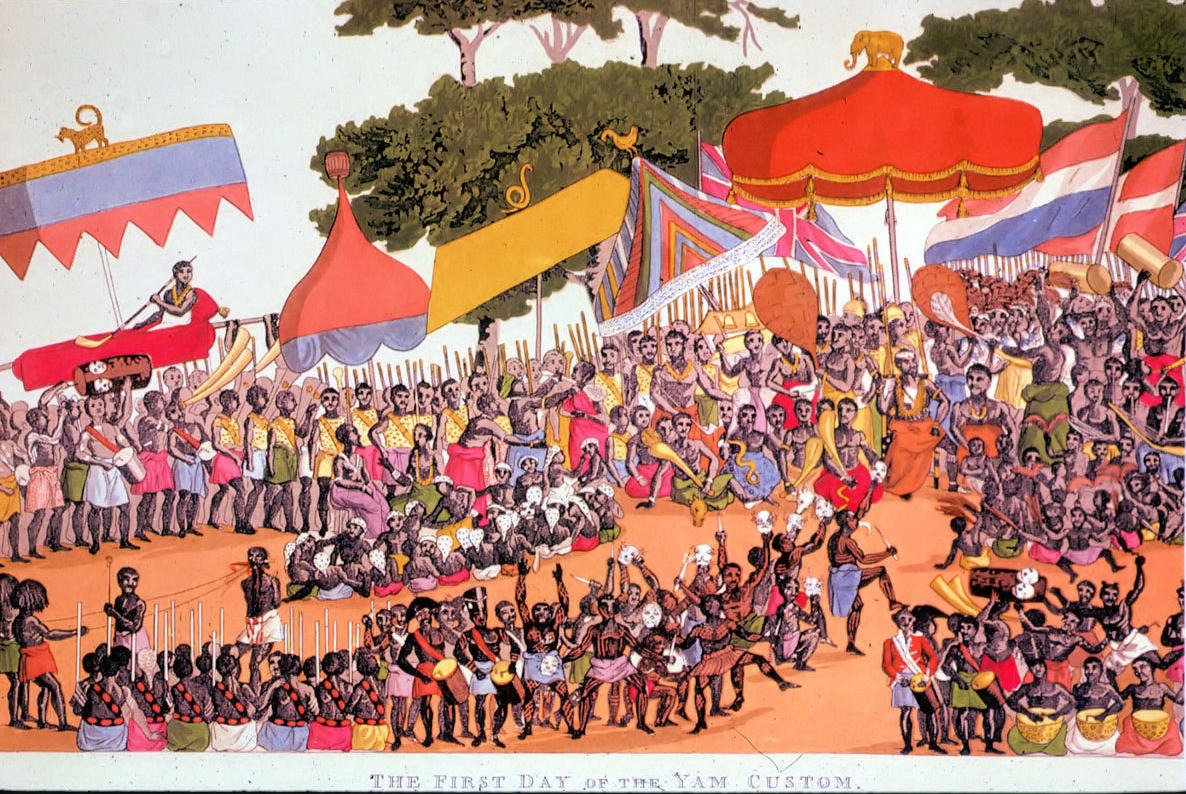
Ashantifolkets jamsfestival 1817

### Postkolonial tid
| Stater som räknas till Västafrika | Självständighet | Tidigare kolonialmakter |
| --------------------------------- | --------------- | ----------------------- |
| Benin                             | 1960            | Frankrike               |
| Burkina Faso                      | 1960            | Frankrike               |
| Elfenbenskusten                   | 1960            | Frankrike               |
| Gambia                            | 1965            | Storbritannien          |
| Ghana                             | 1957            | Storbritannien          |
| Guinea                            | 1958            | Frankrike               |
| Guinea-Bissau                     | 1973            | Portugal                |
| Kap Verde                         | 1975            | Portugal                |
| Liberia                           | 1847            |                         |
| Mali                              | 1960            | Frankrike               |
| Mauretanien                       | 1960            | Frankrike               |
| Niger                             | 1960            | Frankrike               |
| Nigeria                           | 1960            | Storbritannien          |
| Senegal                           | 1960            | Frankrike               |
| Sierra Leone                      | 1961            | Storbritannien          |
| Togo                              | 1960            | Tyskland och Frankrike  |

## Ekonomi
Flera av de västafrikanska länderna längs kusten har relativt hög industrialiseringsgrad jämfört med Afrika i stort. Västafrika exporterar ädelträslagen mahogny och teak, framförallt från Elfenbenskusten Ghana och Nigeria.
Åtta av länderna, men inte den stora ekonomin Nigeria, använder den gemensamma valutan CFA-franc.

## Befolkning
Västafrika har den högsta befolkningstätheten bland regionerna i Afrika med 55 invånare per km2. Västafrika har också bland de högsta födelsetalen och den högsta befolkningstillväxten med afrikanska mått mätt.
Traditionen om den sakrale kungen omformade från 700-talet styrelseskicket i Afrikas savannkulturer till hierarkiskt uppbyggda stater. Kända exempel på detta är Ghana- och Malirikena. Rituellt och symboliskt har kungadömena spelat en viktig roll ända in i vår tid, parallellt  har ett sekulärt system fungerat baserade på klanen och storfamiljen.

### Språk
Befolkningen i Västafrika hör i huvudsak till tre stora språkfamiljer. I norr dominerar araber och berber med den afroasiatiska språkfamiljen.  I söder och längs mitten av Nigerfloden (ungefär mellan Timbuktu och Niamey)  talas niger-kongospråk och kring sjön Tchadsjön dominerar nilo-sahariska språk.

Afroasiatiska språk
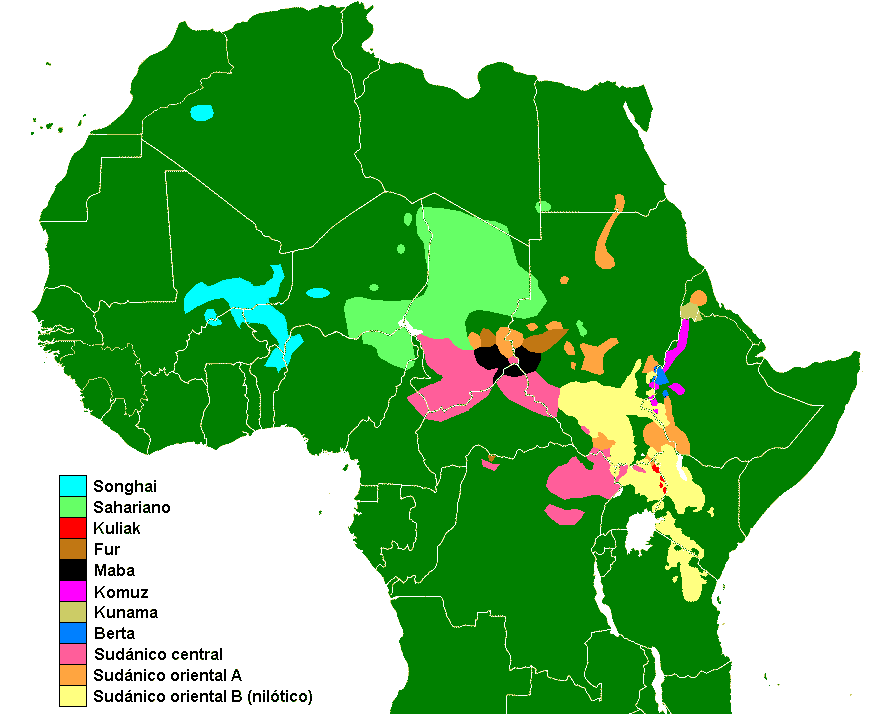
Nilo-sahariska språk
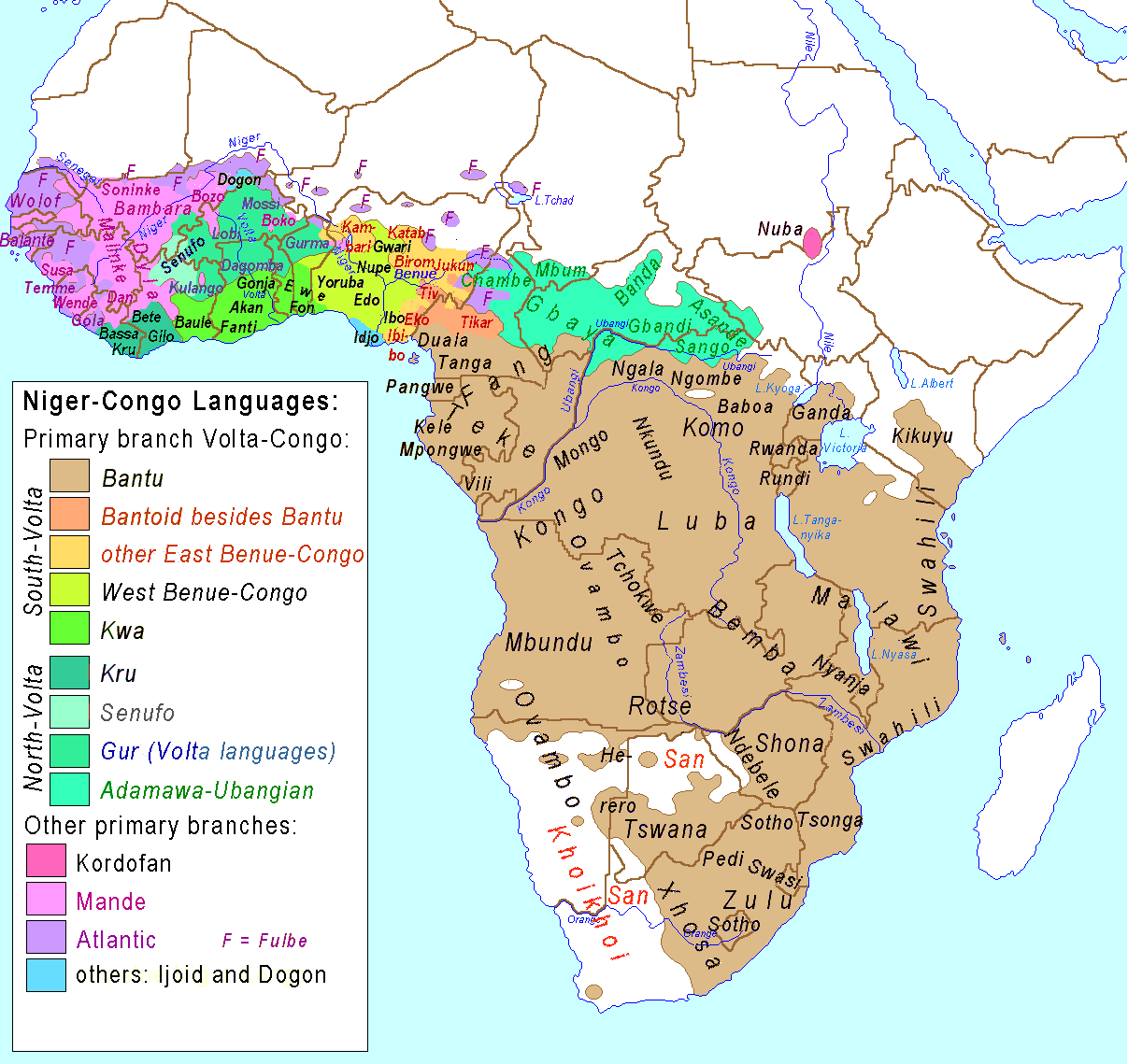
Nigerkongospråk